# Бронзовый каранкс
Бронзовый каранкс (лат. Caranx papuensis) — вид морских лучепёрых рыб из семейства ставридовых. Широко распространены в Индийском и Тихом океанах от восточного побережья Африки до Маркизских островов, включая Японию на севере и Австралию на юге. Достигают максимальной длины тела 88 см и массы 6,4 кг.

## Таксономия и этимология
Первое научное описание вида было сделано в 1877 году австралийскими зоологами Haynes Gibbes Alleyne и William John Macleay на основании образца, отловленного у берегов Папуа — Новой Гвинеи, который был назначен голотипом. Видовое название дано по месту поимки голотипа. Авторы поместили новый вид в род Caranx, где он остаётся до настоящего времени. Впоследствии данный вид был дважды переописан американским ихтиологом  Самуэлем Гарманом в 1903 году под биноменом Caranx regularis, а затем в 1968 году южноафриканским ихтиологом Джеймсом Смитом под биноменом Caranx celetus. Сейчас эти названия отнесены к синонимам.

## Описание
Тело продолговатое, немного сжато с боков, покрыто мелкой циклоидной чешуёй. Нижняя часть груди голая с небольшим участком чешуи перед брюшными плавниками. Верхний профиль тела умеренно выпуклый в передней части до начала второго спинного плавника. Нижний профиль тела лишь слегка выпуклый. Окончание верхней челюсти доходит до вертикали, проходящей через середину орбиты глаза. Глаза со слабо развитым жировым веком. Зубы на верхней челюсти расположены в два ряда; в переднем ряду сильные широко расставленные, клыкообразные; во внутреннем ряду — мелкие ворсинкообразные. На нижней челюсти зубы расположены в один ряд; сильные, конической формы, широко расставленные у взрослых особей. На первой жаберной дуге 26—30 жаберных тычинок (включая рудиментарные), из них 7—9 тычинок на верхней части и 18—21 тычинка на нижней части. Два спинных плавника. В первом спинном плавнике 8 жёстких лучей, а во втором — 1 жёсткий и 21—23 мягких лучей. В анальном плавнике 1 колючий и 16—19 мягких лучей, перед плавником расположены две отдельно сидящие колючки. В брюшных плавниках 1 жёсткий и 19—20 мягких лучей. Боковая линия делает невысокую дугу в передней части, а затем идёт прямо до хвостового стебля. В выгнутой части боковой линии 53—61 чешуй; в прямой части 0—3 чешуи и 31—39 костных щитков. Хвостовой плавник серповидный. Позвонков: 10 туловищных и 14 хвостовых.
У молоди прижизненная окраска головы и тела серебристо-белая, тускнеет по мере роста. У взрослых особей верхняя часть головы и тела желтовато-зелёная, нижняя часть — серебристая. У особей длиной более 25 см по телу выше боковой линии разбросаны небольшие чёрные пятнышки, с возрастом их количество возрастает. За задним краем жаберной крышки расположено пятно бледного серебристо-белого цвета с тёмными краями диаметром, равным диаметру зрачка. Верхняя лопасть хвостового плавника тёмная, нижняя лопасть ярко-жёлтая или темноватая с узкой белой каймой. Остальные плавники от бледного до тёмно-жёлтого цвета. Анальный и брюшные плавники с узкой белой каймой на дистальном конце.
Максимальная длина тела 88 см, обычно до 55 см. Максимальная зафиксированная масса тела 6,4 кг.

## Распространение
Бронзовые каранксы широко распространены в тропических и субтропических вода Индийского и западной части Тихого океанов. Ареал простирается от Южной Африки и Мадагаскара вдоль побережья восточной Африки до Занзибара и Танзании. Встречаются у берегов Индии, юго-восточной Азии, Индонезии и многочисленных островов Индийского океана. Не обнаружены в Красном море и Персидском заливе. В Тихом океане область распространения доходит до Маркизских островов на востоке и от островов Рюкю (Япония) до Сиднея (Австралия).

## Взаимодействие с человеком
Популярный объект спортивной рыбалки. Рекордный экземпляр бронзового каранкса массой 10,85 кг был выловлен 2 сентября 2019 года в заливе Шарк (Западная Австралия).